# Razbora perłowa
Razbora perłowa (Rasboroides vaterifloris) – gatunek słodkowodnej ryby z rodziny karpiowatych (Cyprynidae), jedyny przedstawiciel rodzaju Rasboroides.  Spotykany w hodowlach akwariowych.
WystępowanieSri Lanka
Długośćokoło 4 cm
WyglądUbarwienie perłowe. Samce mają zaróżowione końcówki płetw. Samice są grubsze.
HodowlaRazbora jest rybą stadną, dosyć wrażliwą na zmianę parametrów wody. Należy ją hodować w stadzie co najmniej 10 sztuk. Preferuje lekki półmrok, gęstą roślinność podwodną i ciemne podłoże.
| Zalecane warunki w akwarium | Zalecane warunki w akwarium |
| --------------------------- | --------------------------- |
| Zbiornik                    | średni                      |
| Temperatura wody            | 25–29 °C                    |
| Twardość wody               | miękka, 4–10°n              |
| Skala pH                    | poniżej 6,5                 |
| Pokarm                      | żywy i suchy                |